# Chiesa dei Santi Filippo e Giacomo (Castiglione in Teverina)
La chiesa dei Santi Filippo e Giacomo è la parrocchiale di Castiglione in Teverina, in provincia e diocesi di Viterbo; fa parte della zona pastorale di Bagnoregio.

## Storia
Nella primavera del 1566 il vescovo di Bagnoregio Gallesio Regard, durante la sua visita, avendo rilevato che la chiesa di San Giovanni Battista era insufficiente a soddisfare le esigenze dei fedeli, esortò i castiglionesi a edificare un nuovo luogo di culto; nel 1568, tuttavia, in seguito alla rinuncia all'incarico pastorale da parte del prelato, l'idea fu accantonata.
Il progetto venne ripreso nel 1582 e nel dicembre dicembre di quell'anno il vescovo Tommaso Sperandio Corbelli diede il suo benestare; il medesimo presule presenziò poi nel 1583 alla cerimonia di posa della prima pietra.
Nel 1590, tuttavia, il disegno dell'edificio, realizzato da Ippolito Scalza, dovette essere rivisto a causa di alcuni cedimenti nel terreno; negli anni successivi l'opera proseguì solo a rilento, tanto che il vescovo Carlo Trotta per due volte, nel 1603 e nel 1605, ordinò di portare a compimento il luogo di culto.
La chiesa poté dirsi terminata appena nel 1616, allorché il vescovo Pietro Ruina decretò lo spostamento delle suppellettili sacre e delle funzioni nella nuova chiesa; la consacrazione venne impartita però vari anni più tardi, nel 1630.
Il presbiterio fu dotato nel 1633 del coro composto da stalli lignei e nel 1638 si procedette all'ampliamento dell'originario campaniletto a vela in modo da farvi stare pure una seconda campana.
Nel 1702 la parrocchiale fu danneggiata da un terremoto e l'anno successivo si provvide ad eseguire i necessari lavori di consolidamento sotto la direzione dell'architetto Francesco Sforzini; la riapertura al culto avvenne nel 1706 con una solenne celebrazione alla presenza del vescovo bagnorese Onofrio Elisei.
In seguito a una nuova scossa sismica verificatasi il 14 giugno 1759 le strutture della navata centrale furono rinforzate con delle catene.
Nel 1800 iniziarono i lavori di costruzione della torre campanaria; l'opera, sospesa quasi subito a causa della scarsità di fondi, fu ripresa nel 1809 e terminata nel 1811.
Tra il 1948 e il 1953 la parrocchiale venne interessata da un restauro in occasione del quale si procedette alla posa del nuovo pavimento alla veneziana e alla risistemazione degli altari; tra il 1981 e il 1982 la chiesa fu adeguata alle norme postconciliari mediante la realizzazione del nuovo altare rivolto verso l'assemblea riutilizzando parti dell'altare maggiore.
La facciata del luogo di culto venne restaurata nel 1990, mentre tra il 1996 e il 1999 fu ricostruita la volta del presbiterio.

## Descrizione

### Esterno
La facciata a salienti della chiesa, rivolta a occidente, è suddivisa da una cornice marcapiano in due registri, entrambi scanditi da lesene d'ordine tuscanico; quello inferiore, presenta centralmente il portale d'ingresso, sormontato dal frontoncino spezzato, mentre quello superiore è caratterizzato da una finestra e coronato dal timpano di forma triangolare.
Annesso alla parrocchiale è il campanile a pianta quadrata, la cui cella presenta su ogni lato una monofora affiancata da lesene sorreggenti un timpanetto.

### Interno
L'interno dell'edificio si compone di tre navate, separate da pilastri sorreggenti quattro arcate a tutto sesto per lato e abbelliti da paraste con capitelli tuscanici sorreggenti la trabeazione aggettante e modanata sopra la quale si eleva un registro attico, su cui s'impostano a loro volte le volte a botte rinforzate da catene metalliche, mentre le due navate minori presentano delle volte a crociera; al termine dell'aula si sviluppa il presbiterio, rialzato di un gradino, coperto da una volta a botte con testata a padiglione e chiuso dalla parete di fondo piatta.
Qui sono conservate diverse opere di pregio, tra le quali l'altare maggiore, progettato da Ippolito Scalza, le due teli che rappresentano la Madonna col Bambino ed i santi Andrea e Lorenzo e la Madonna col Bambino in braccio ed i Santi Domenico e Caterina e la pala ritraente la Madonna della Neve con i Santi Giacomo e Filippo, eseguita da Pietro Papini nel XIX secolo.